# Nuoto ai campionati mondiali di nuoto 2023 - 50 metri rana femminili
La gara dei 50 metri rana femminili dei campionati mondiali di nuoto 2023 si è svolta il 29 e 30 luglio 2023. Al mattino del 29 luglio si sono svolte le batterie e nella serata le semifinali e lo swim-off, mentre la finale si è disputata nella serata del 30 luglio.

## Podio
| Pos.    | Atleta           | Nazione     |
| ------- | ---------------- | ----------- |
| Oro     | Rūta Meilutytė   | Lituania    |
| Argento | Lilly King       | Stati Uniti |
| Bronzo  | Benedetta Pilato | Italia      |

## Record
Prima della manifestazione il record del mondo (RM) e il record dei campionati (RC) erano i seguenti.
|  | 29"30 | Benedetta Pilato | 22 maggio 2021 Budapest |
|  | 29"40 | Lilly King       | 30 luglio 2017 Budapest |

Durante la competizione è stato migliorato il seguente record:
| = | 29"30 | Rūta Meilutytė |
|   | 29"16 | Rūta Meilutytė |

## Risultati

### Batterie
| Pos. | Batteria | Corsia | Atleta                    | Nazionalità                   | Tempo        | Note |
| ---- | -------- | ------ | ------------------------- | ----------------------------- | ------------ | ---- |
| 1    | 5        | 4      | Benedetta Pilato          | Italia                        | 29"60        | Q    |
| 2    | 6        | 1      | Anita Bottazzo            | Italia                        | 30"02        | Q    |
| 3    | 6        | 5      | Lilly King                | Stati Uniti                   | 30"05        | Q    |
| 4    | 5        | 3      | Tang Qianting             | Cina                          | 30"08        | Q    |
| 5    | 6        | 2      | Satomi Suzuki             | Giappone                      | 30"29        | Q    |
| 6    | 5        | 6      | Veera Kivirinta           | Finlandia                     | 30"33        | Q    |
| 6    | 6        | 3      | Anna Elendt               | Germania                      | 30"33        | Q    |
| 8    | 4        | 5      | Eneli Jefimova            | Estonia                       | 30"39        | Q    |
| 8    | 6        | 4      | Rūta Meilutytė            | Lituania                      | 30"39        | Q    |
| 8    | 6        | 7      | Sophie Hansson            | Svezia                        | 30"39        | Q    |
| 11   | 5        | 5      | Lydia Jacoby              | Stati Uniti                   | 30"44        | Q    |
| 12   | 6        | 6      | Mona McSharry             | Irlanda                       | 30"45        | Q    |
| 13   | 5        | 7      | Dominika Sztandera        | Polonia                       | 30"68        | Q    |
| 14   | 4        | 6      | Tatjana Schoenmaker       | Sudafrica                     | 30"70        | RIT  |
| 15   | 4        | 7      | Fleur Vermeiren           | Belgio                        | 30"73        | Q    |
| 16   | 4        | 2      | Florine Gaspard           | Belgio                        | 30"75        | Q    |
| 17   | 4        | 4      | Lara van Niekerk          | Sudafrica                     | 30"76        | Q    |
| 18   | 5        | 8      | Yang Chang                | Cina                          | 30"85        |      |
| 19   | 6        | 8      | Kotryna Teterevkova       | Lituania                      | 30"94        |      |
| 20   | 6        | 0      | Macarena Ceballos         | Argentina                     | 30"97        |      |
| 21   | 4        | 1      | Ida Hulkko                | Finlandia                     | 30"98        |      |
| 22   | 4        | 0      | Sophie Angus              | Canada                        | 31"01        |      |
| 23   | 4        | 3      | Jhennifer Alves           | Brasile                       | 31"04        |      |
| 24   | 3        | 4      | Sim En Yi Letitia         | Singapore                     | 31"33        |      |
| 25   | 5        | 2      | Anastasia Gorbenko        | Israele                       | 31"41        |      |
| 26   | 3        | 2      | Andrea Podmanikova        | Slovacchia                    | 31"43        |      |
| 27   | 5        | 1      | Maria Drasidou            | Grecia                        | 31"44        |      |
| 28   | 3        | 3      | Adelaida Pchelintseva     | Kazakistan                    | 31"61        |      |
| 29   | 6        | 9      | Abbey Harkin              | Australia                     | 31"63        |      |
| 30   | 3        | 5      | Lisa Mamie                | Svizzera                      | 31"67        |      |
| 31   | 5        | 0      | Tara Vovk                 | Slovenia                      | 31"97        |      |
| 32   | 3        | 7      | Mercedes Toledo           | Venezuela                     | 32"00        |      |
| 33   | 5        | 9      | Jenjira Srisa-Ard         | Thailandia                    | 32"02        |      |
| 34   | 3        | 6      | Melissa Rodríguez         | Messico                       | 32"05        |      |
| 35   | 3        | 8      | Emily Santos              | Panama                        | 32"23        |      |
| 36   | 4        | 9      | Thanya Dela Cruz          | Federazione sospesa           | 32"25        |      |
| 37   | 1        | 3      | Chen Pui Lam              | Macao                         | 32"31        |      |
| 38   | 3        | 0      | Imane El Barodi           | Marocco                       | 32"64        |      |
| 39   | 3        | 9      | Lynn El Hajj              | Libano                        | 33"10        |      |
| 40   | 2        | 4      | Marina Abu Shamaleh       | Palestina                     | 34"86        |      |
| 41   | 2        | 5      | Lara Dashti               | Kuwait                        | 35"44        |      |
| 42   | 2        | 6      | Maria Batallones          | Isole Marianne Settentrionali | 35"96        |      |
| 43   | 2        | 2      | Kestra Kihleng            | Micronesia                    | 36"55        |      |
| 44   | 2        | 3      | Makelyta Singsombath      | Laos                          | 36"83        |      |
| 45   | 2        | 9      | La Troya Pina             | Capo Verde                    | 38"14        |      |
| 46   | 2        | 0      | Ria Save                  | Tanzania                      | 40"30        |      |
| 47   | 2        | 7      | Mariama Touré             | Guinea                        | 41"81        |      |
| 48   | 1        | 5      | Estelle Nguelo'o Noubissi | Camerun                       | 43"59        |      |
| 49   | 1        | 6      | Salima Ahmadou Youssoufou | Nigeria                       | 45"97        |      |
| 50   | 2        | 8      | Nina Amison               | Gibuti                        | 49"61        |      |
| DSQ  | 1        | 2      | Olamide Sam               | Sierra Leone                  | Squalificata |      |
| DSQ  | 1        | 4      | Dorcas Oka                | Nigeria                       | Squalificata |      |
| DSQ  | 3        | 1      | Lam Hoi Kiu               | Hong Kong                     | Squalificata |      |
| DNS  | 2        | 1      | Abbi Illis                | Sint Maarten                  | Non partita  |      |
| DNS  | 4        | 8      | Ana Pinho Rodrigues       | Portogallo                    | Non partita  |      |

### Semifinali
| Pos. | Batteria | Corsia | Atleta             | Nazionalità | Tempo | Note |
| ---- | -------- | ------ | ------------------ | ----------- | ----- | ---- |
| 1    | 2        | 2      | Rūta Meilutytė     | Lituania    | 29"30 | Q =  |
| 2    | 2        | 5      | Lilly King         | Stati Uniti | 29"72 | Q    |
| 3    | 1        | 8      | Lara van Niekerk   | Sudafrica   | 29"91 | Q    |
| 4    | 2        | 4      | Benedetta Pilato   | Italia      | 30"09 | Q    |
| 5    | 1        | 5      | Tang Qianting      | Cina        | 30"12 | Q    |
| 6    | 1        | 6      | Eneli Jefimova     | Estonia     | 30"22 | Q    |
| 7    | 1        | 4      | Anita Bottazzo     | Italia      | 30"29 | Q    |
| 8    | 2        | 3      | Satomi Suzuki      | Giappone    | 30"33 | Q    |
| 9    | 1        | 2      | Sophie Hansson     | Svezia      | 30"40 | QSO  |
| 9    | 2        | 7      | Lydia Jacoby       | Stati Uniti | 30"40 | QSO  |
| 11   | 1        | 7      | Mona McSharry      | Irlanda     | 30"54 |      |
| 12   | 2        | 6      | Anna Elendt        | Germania    | 30"55 |      |
| 13   | 1        | 3      | Veera Kivirinta    | Finlandia   | 30"56 |      |
| 14   | 2        | 1      | Dominika Sztandera | Polonia     | 30"59 |      |
| 15   | 2        | 8      | Florine Gaspard    | Belgio      | 30"67 |      |
| 16   | 1        | 1      | Fleur Vermeiren    | Belgio      | 31"26 |      |

### Swim-off
| Pos. | Corsia | Atleta         | Nazionalità | Tempo | Note |
| ---- | ------ | -------------- | ----------- | ----- | ---- |
| 1    | 4      | Sophie Hansson | Svezia      | 30"44 | R1   |
| 2    | 5      | Lydia Jacoby   | Stati Uniti | 30"67 | R2   |

### Finale
| Pos. | Corsia | Atleta           | Nazionalità | Tempo | Note |
| ---- | ------ | ---------------- | ----------- | ----- | ---- |
|      | 4      | Rūta Meilutytė   | Lituania    | 29"16 |      |
|      | 5      | Lilly King       | Stati Uniti | 29"94 |      |
|      | 6      | Benedetta Pilato | Italia      | 30"04 |      |
| 4    | 3      | Lara van Niekerk | Sudafrica   | 30"09 |      |
| 5    | 1      | Anita Bottazzo   | Italia      | 30"11 |      |
| 6    | 2      | Tang Qianting    | Cina        | 30"22 |      |
| 7    | 8      | Satomi Suzuki    | Giappone    | 30"44 |      |
| 8    | 7      | Eneli Jefimova   | Estonia     | 30"48 |      |